# Kosmoceratidae
Kosmoceratidae (лат.) — семейство вымерших головоногих моллюсков из отряда Ammonitida подкласса аммонитов. Были распространены в морях на территории современных Передней Азии, Европы, Мадагаскара, Северной и Южной Америк с среднего юрского до нижнего мелового периодов (168,3—132,9 млн лет назад).

## Классификация
По данным сайта Paleobiology Database, на ноябрь 2018 года в семейство включают следующие вымершие роды:
- Catasigaloceras
- Epicosmoceras
- Gowericeras Buckman, 1921
- Gulielmiceras Buckman, 1920
- Gulielmina
- Gulielmites
- Kepplerites Neumayr & Uhlig, 1892
- Kosmoceras
- Lobokosmoceras
- Seymourites
- Sigaloceras
- Spinikosmoceras
- Toricellites
- Zugokosmoceras